# Gare d'Hennebont
La gare d'Hennebont, est une gare ferroviaire française de la ligne de Savenay à Landerneau, située sur le territoire de la commune d'Hennebont, dans le département du Morbihan, en région Bretagne.
Elle est mise en service en 1862 par la Compagnie du chemin de fer de Paris à Orléans (PO).
C'est une gare régionale de la Société nationale des chemins de fer français (SNCF), desservie par des trains TER Bretagne.

## Situation ferroviaire
Établie à 22 mètres d'altitude, la gare d'Hennebont est située au point kilométrique (PK) 611,260 de la ligne de Savenay à Landerneau entre les gares de Brandérion et de Lorient.

## Histoire

### Ouverture de la station d'Hennebont
La station d'Hennebont est mise en service le 21 septembre 1862 par la Compagnie du chemin de fer de Paris à Orléans (PO), lorsqu'elle inaugure et ouvre à l'exploitation la section de Savenay à Lorient de sa ligne de Savenay à Landerneau. La station dispose d'un bâtiment voyageurs d'un modèle type dessiné par l'architecte de la compagnie Phidias Vestier. Il est composé d'une alternance de bandes rouges et blanches constituées de briques ou de pierres.

### Évolutions de la gare (1890-1918)
En 1890, la gare est équipée d'un « pont à bascule avec appareil de calage ». Sa recette annuelle est de 240 055 francs, ce qui la situe à la troisième place, après Lorient et Vannes mais devant Pontivy, des gares du département. En 1894, la halle aux marchandises est allongée. La recette annuelle est de 231 782 francs.

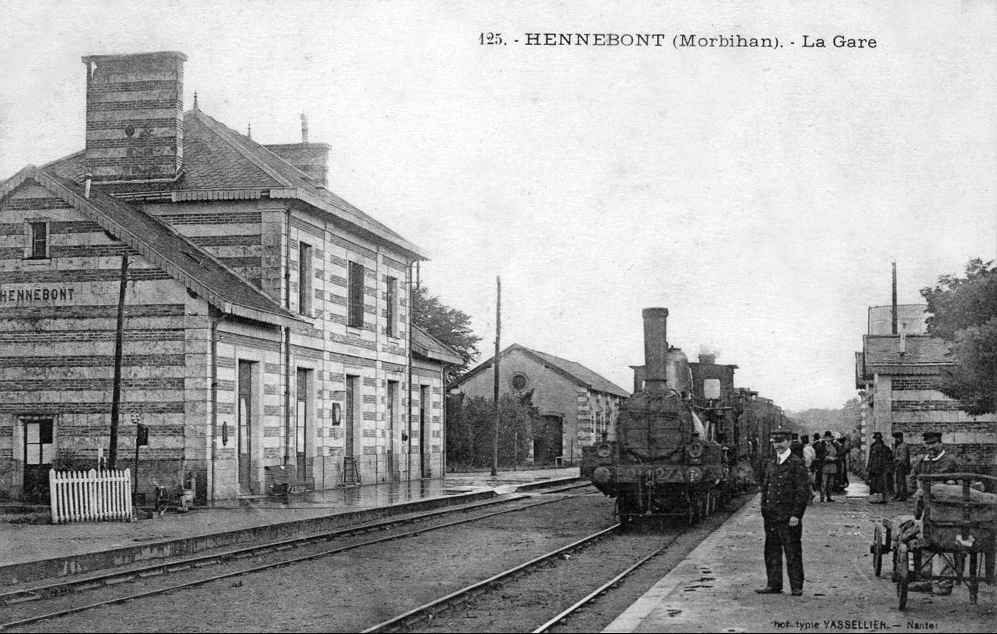
La gare vers 1900.

C'est en 1900 que la compagnie met en service la deuxième voie de la ligne entre Vannes et Lorient, la pose de cette deuxième voie est en cours entre Lorient et la limite du département avec celui du Finistère. Cette même année la recette annuelle est de 326 942 francs. En 1904, l'ancienne remise pour les voitures, inutilisée, est réaménagées en halle a marée, avec un quai, et une nouvelle voie est posée en gare, la recette annuelle est de 291 361 francs. Le sol de la cour à marchandises est refait en pavé au cours de l'année 1908.
En 1912, la Compagnie du PO fournit au Conseil général un tableau des « recettes au départ » de ses gares du département, la gare d'Hennebont totalise 318 584 francs, ce qui la situe à la 3e place sur les 30 gares ou stations. En 1918, un embranchement particulier est aménagé pour desservir un atelier servant au montage de wagons.

### Gare d'échange et embranchement des forges
En 1921, a lieu l'ouverture de la ligne à voie métrique, de Port-Louis à Baud, des Chemins de fer du Morbihan. La station Hennebont-Échange est installée dans la cour de la gare, elle permet les transbordements des marchandises entre la ligne d'intérêt local et celle d'intérêt général. Cette même année un embranchement, dépendant de la gare, est créé pour faciliter la desserte marchandises du site des Forges d'Hennebont. Il remplace une ligne à voie étroite qui nécessitait un transbordement des marchandises dans la gare, la nouvelle voie longue de six kilomètres, avec un pont sur le Blavet, est construite en coopération avec les Chemins de fer du Morbihan. Elle emprunte le même tracé que la ligne à voie étroite en passant par les stations Hennebont-Ville et Lochrist. Cette section est équipée de quatre files de rail pour le passage des wagons à voie étroite et de ceux à voie normale. Sur la ligne à voie étroite, le trafic voyageurs est fermé en 1934 et en 1939 pour le service des marchandises. L'embranchement des forges à voie normale reste opérationnel jusqu'à la fermeture de l'usine.

### Évolution depuis l'électrification de la ligne
L'électrification de la gare a été réalisée lors des travaux de l'électrification de la ligne entre Rennes et Quimper effectués en 1991 et 1992.

Gare et desserte en août 2010
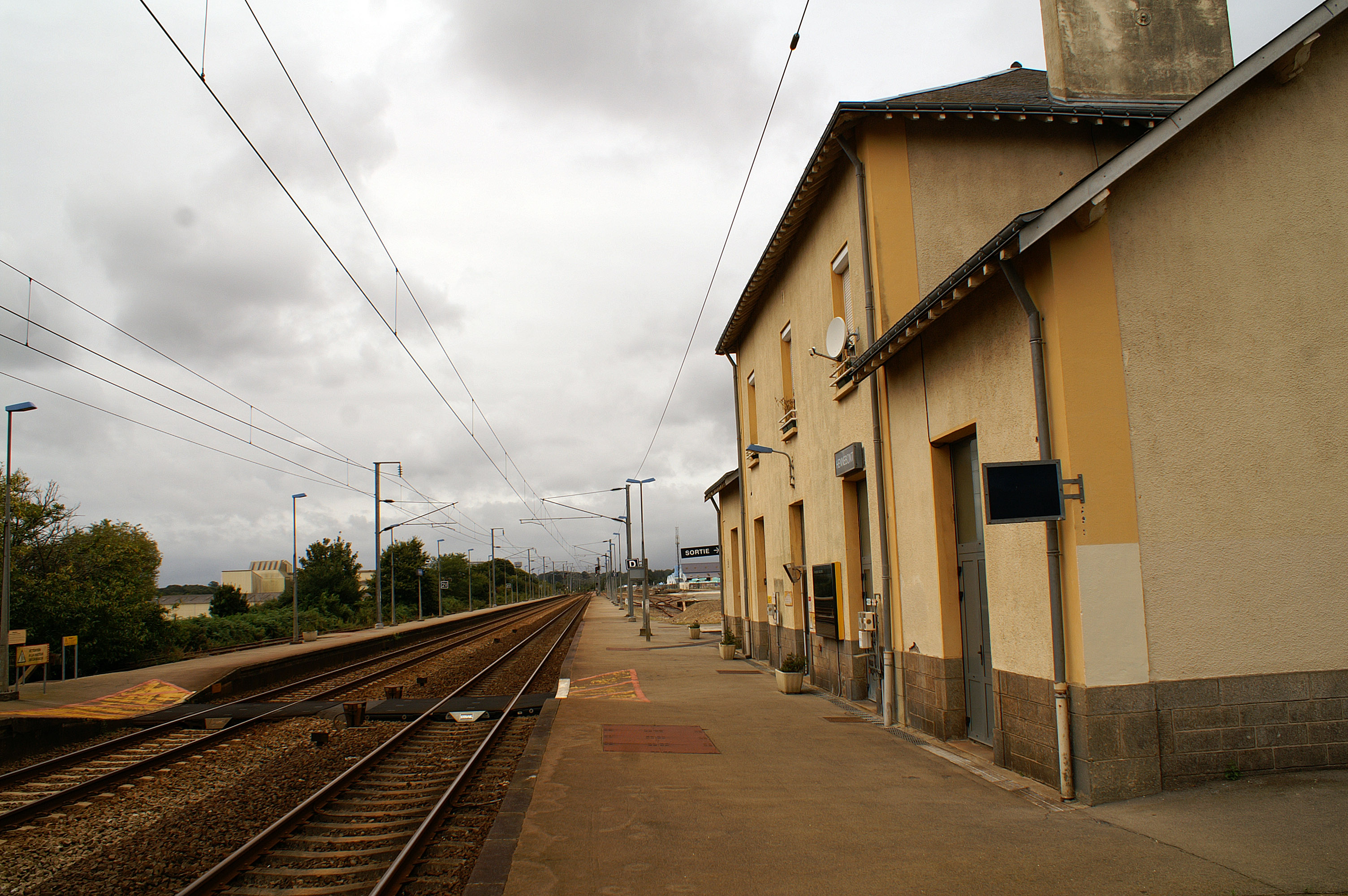
Voies et quais.
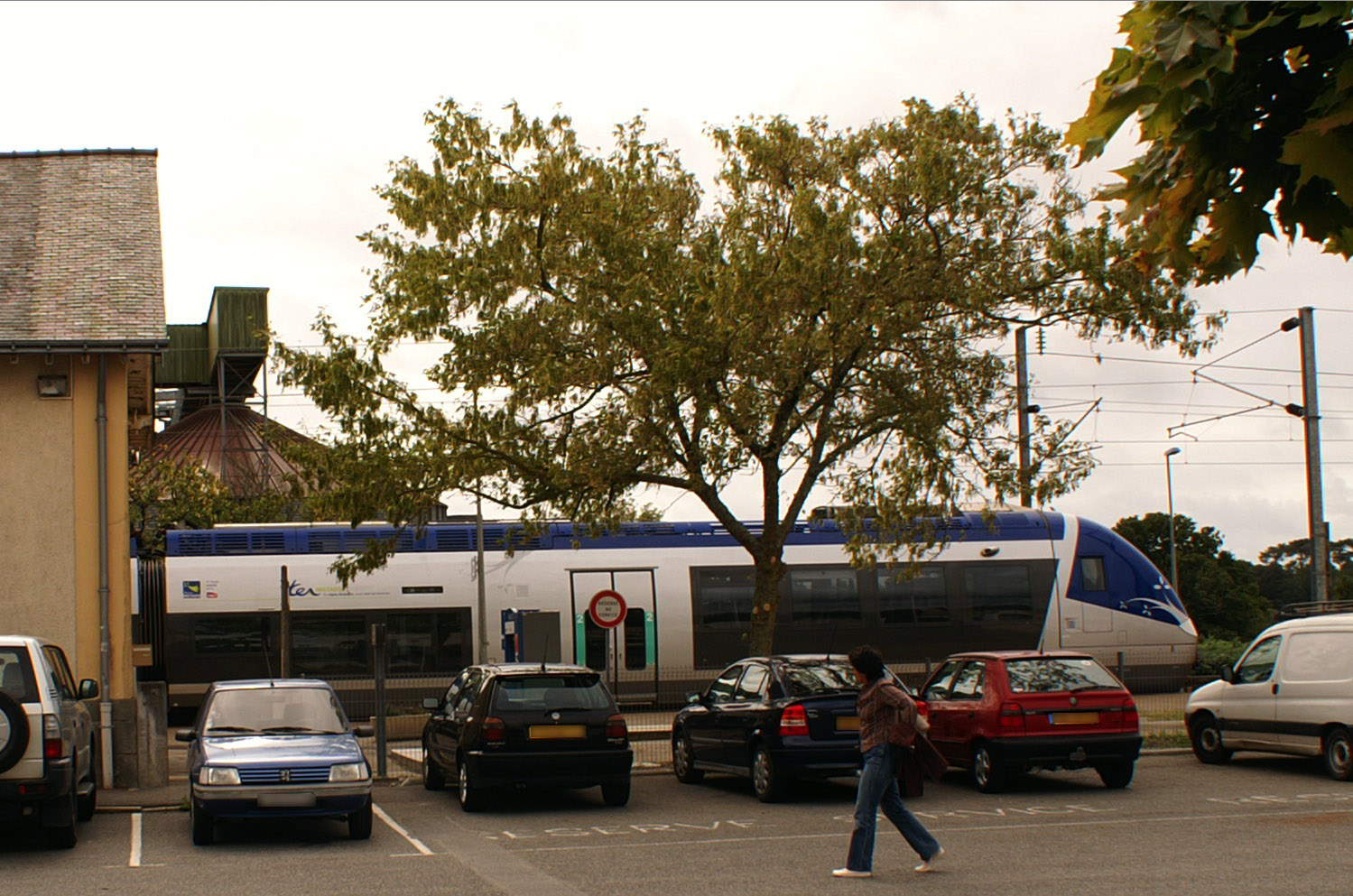
TER.

En novembre 2016, débute le chantier d'un passage de voie piéton en souterrain afin de sécuriser les usagers et faciliter l'accessibilité pour les personnes à la mobilité réduite avec la présence d'escaliers et de rampes. Le financement est partagé entre la Région Bretagne et SNCF Réseau. Le chantier comprend plusieurs phases : de novembre 2016 à mai 2017, fabrication sur le site des éléments qui seront utilisés pour la construction ; nuits des 21 et 22 avril 2017, pose des tabliers auxiliaires ; du 3 au 5 juin 2917, pose des éléments préfabriqués ; novembre 2017, mise en service du souterrain et de ses accès ; de décembre 2017 à janvier 2018, finitions de l'ouvrage. La SNCF indique que les usagers doivent prévoir un temps supplémentaire de cinq minutes pour accéder à leur train.

## Fréquentation de la gare
En 2011, le transit annuel de la gare est de 91 000 voyageurs montés et descendus (hors ceux en correspondances). Ce qui la situe à la vingt-deuxième place des gares en Bretagne.
Selon les estimations de la SNCF, la fréquentation annuelle de la gare est de : 113 176 voyageurs en 2014, 103 826 voyageurs en 2015 et 103 297 voyageurs en 2016,.

## Service des  voyageurs

### Accueil

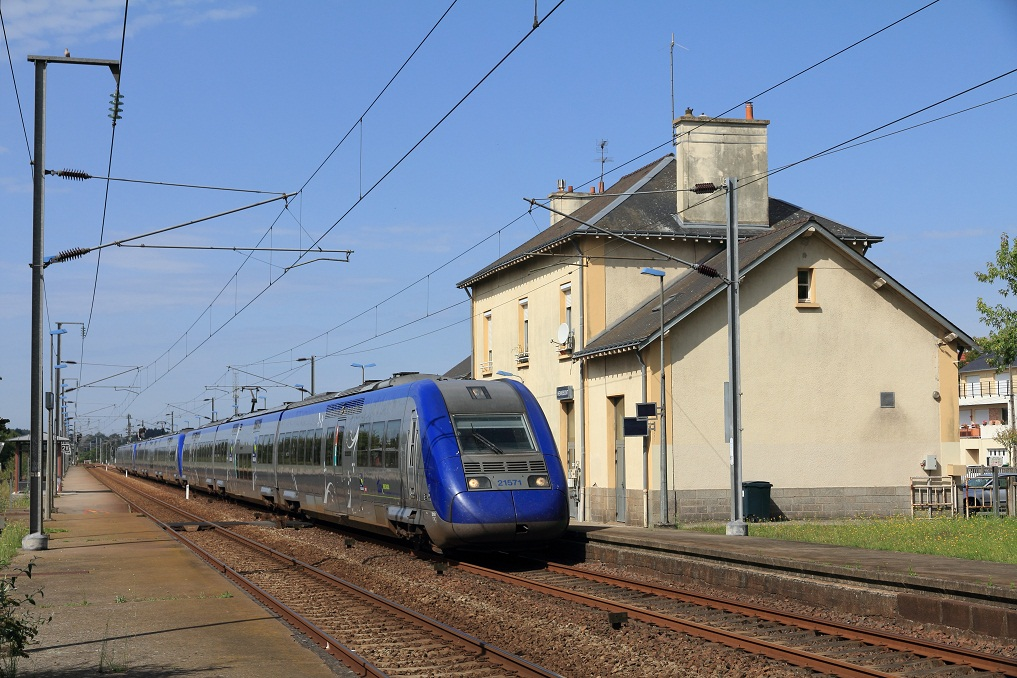
Desserte TER en 2011.

Gare SNCF, elle dispose d'un bâtiment voyageurs, avec un guichet qui sont désormais fermé. Elle est équipée d'automates pour l'achat de titres de transport.
Elle est équipée d'un souterrain pour le passage d'une voie à l'autre.

### Desserte
Hennebont est desservie par des trains TER Bretagne des relations : Quimper-Nantes, Quimper-Rennes, et Quimper-Vannes-Redon.

### Intermodalité
Un parc pour les vélos et un parking pour les véhicules y sont aménagés.

#### Réseau Breizhgo
Elle est desservie par des cars, de la ligne 17, du réseau BreizhGo entre Lorient et Pontivy.

#### Réseau IZILO
La gare est desservi par le réseau IZILO, avec les lignes 32 et 34, ainsi que la T5 (à distance, à l'arrêt Maison Rouge).